# 오거스트 드보락
오거스트 드보락(영어: August Dvorak 오거스트 드보랙[*], i/ˈdvɔːræk/, 1894년 5월 5일 ~ 1975년 10월 10일)은 미국의 교육학자, 교육 심리학자로, 워싱턴 대학교에 재직했다. 처남 윌리엄 딜리 박사와 함께 키보드 배열의 하나인 드보락 자판을 디자인한 것으로 알려져 있다. 체코계 미국인으로 작곡가 안토닌 드보르자크와는 친척 관계다.